# Krzysztof Zadarko
Krzysztof Zadarko (ur. 2 września 1960 w Słupsku) – polski duchowny rzymskokatolicki, doktor nauk teologicznych, biskup pomocniczy koszalińsko-kołobrzeski od 2009, administrator diecezji koszalińsko-kołobrzeskiej od 2025.

## Życiorys
Urodził się 2 września 1960 w Słupsku. W 1980 zdał egzamin dojrzałości w tamtejszym Technikum Elektrycznym. W latach 1980–1982 studiował filozofię w Wyższym Seminarium Duchownym w Gościkowie-Paradyżu, następnie od 1982 do 1986 teologię w Wyższym Seminarium Duchownym w Koszalinie. Święceń prezbiteratu udzielił mu 25 maja 1986 w kościele św. Maksymiliana Kolbego w Słupsku biskup pomocniczy koszalińsko-kołobrzeski Tadeusz Werno. Inkardynowany został do diecezji koszalińsko-kołobrzeskiej. W latach 1987–1990 odbył studia w zakresie homiletyki na Akademii Teologii Katolickiej w Warszawie. Doktorat z nauk teologicznych uzyskał w 2008 na Uniwersytecie Kardynała Stefana Wyszyńskiego w Warszawie na podstawie dysertacji Przypowieści Jezusa (Mt 13) we współczesnym kaznodziejstwie polskim. Studium biblijno-homiletyczne na podstawie kazań drukowanych w periodykach homiletycznych w latach 1945–2005.
W latach 1986–1987 i 1990–1991 pracował jako wikariusz w parafii katedralnej w Koszalinie. Jednocześnie był katechetą w miejscowym liceum plastycznym. W latach 1992–1994 zajmował stanowisko dyrektora diecezjalnej koszalińskiej rozgłośni radiowej. Od 1995 do 2007 był dyrektorem wydziału duszpasterskiego kurii biskupiej w Koszalinie. W latach 2005–2007 pełnił funkcję rzecznika prasowego kurii biskupiej. Redagował „Koszalińsko-Kołobrzeskie Wiadomości Diecezjalne”. Wszedł w skład rady kapłańskiej i rady konsultorów. W latach 2007–2009 był duszpasterzem Polskiej Misji Katolickiej w Szwajcarii. Otrzymał godność kanonika Kapituły Kolegiackiej Pilskiej oraz kapelana Jego Świątobliwości.
Od 1990 do 2007 wykładał homiletykę i zastosowania mass mediów w duszpasterstwie w Wyższym Seminarium Duchownym w Koszalinie, a w latach 1991–1994 był prefektem seminarium. W 2009 ponownie objął wykłady z homiletyki w koszalińskim seminarium. W 1992 został wykładowcą teologii środków społecznego przekazu w Wyższym Instytucie Wiedzy Religijnej w Koszalinie.
16 lutego 2009 papież Benedykt XVI mianował go biskupem pomocniczym diecezji koszalińsko-kołobrzeskiej ze stolicą tytularną Cavaillon. Święcenia biskupie otrzymał 25 kwietnia 2009 w katedrze Niepokalanego Poczęcia Najświętszej Maryi Panny w Koszalinie. Udzielił mu ich Edward Dajczak, biskup diecezjalny koszalińsko-kołobrzeski, w asyście Kazimierza Nycza, arcybiskupa metropolity warszawskiego, i Tadeusza Werny, biskupa seniora diecezji koszalińsko-kołobrzeskiej. Jako dewizę biskupią przyjął słowa „Amen Deo ad gloriam” (Amen Bogu na chwałę). W 2024 został mianowany prepozytem koszalińskiej kapituły katedralnej. 5 maja 2025, po kanonicznym objęciu archidiecezji poznańskiej przez Zbigniewa Zielińskiego, został wybrany przez kolegium konsultorów na administratora diecezji.
W ramach Konferencji Episkopatu Polski został delegatem ds. Imigracji, przewodniczącym Rady ds. Migracji, Turystyki i Pielgrzymek, następnie przewodniczącym Rady ds. Migrantów i Uchodźców, a także wszedł w skład Komisji Wychowania Katolickiego i Komisji ds. Polonii i Polaków za Granicą, przekształconej w Zespół przy Delegacie KEP ds. Duszpasterstwa Emigracji Polskiej.